# Melaleuca citrina
Melaleuca citrina ((Curtis) Dum.Cours., 1802) è un arbusto appartenente alla famiglia delle Myrtaceae, originario dell'Australia orientale, che può raggiungere i 3 metri d'altezza. Caratteristici sono i fiori aghiformi di colore rosso.

## Coltivazione

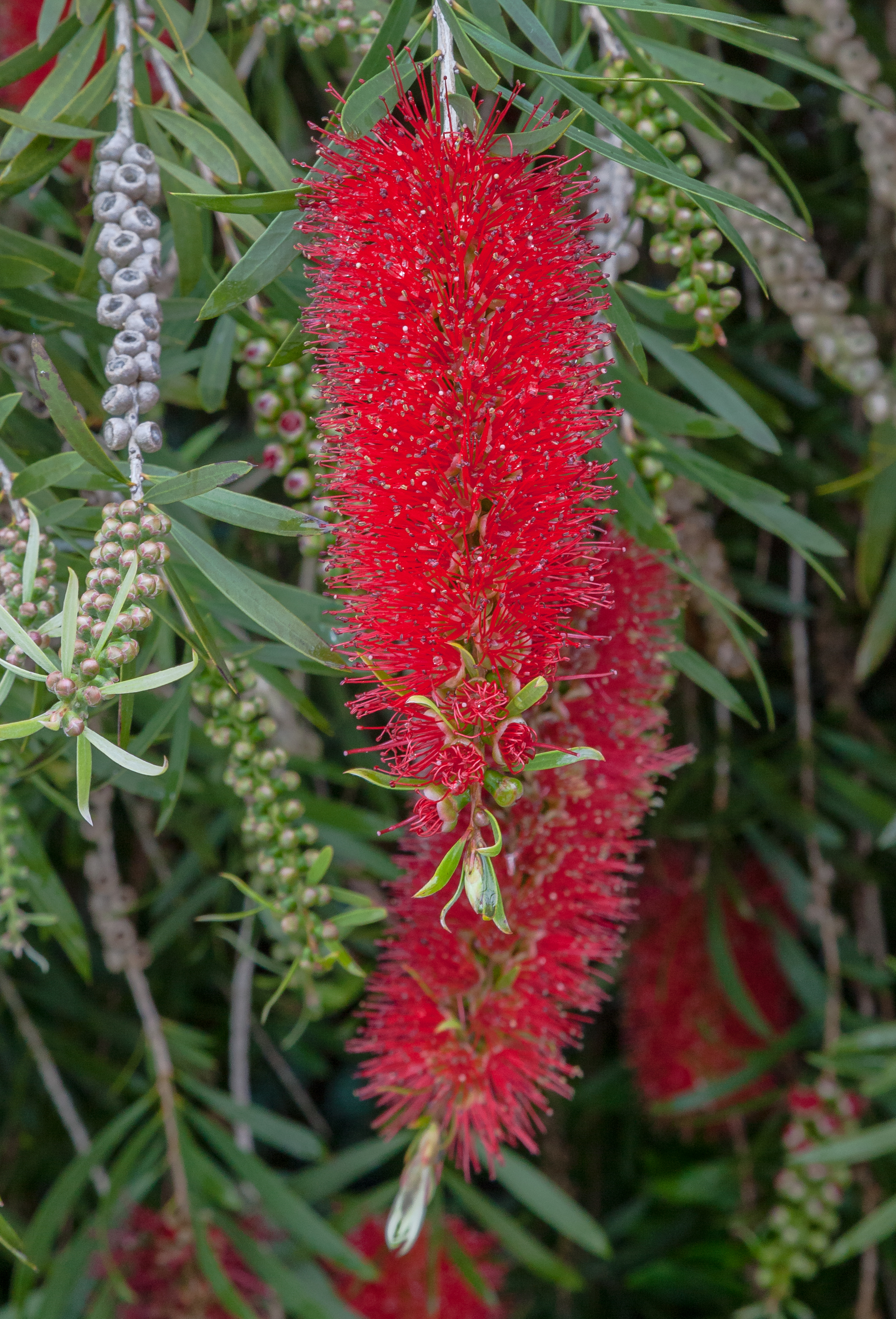
Infiorescenza di Callistemon citrinus

Teme gli inverni particolarmente rigidi, sopportando temperature minime non inferiori ai 6 gradi.

Una volta ogni 2-3 settimane necessita d'essere annaffiata con 1-2 litri d'acqua per vaso.

Ogni 2-3 anni la pianta necessita un cambio di terra del vaso con arricchimento di humus o stallatico.

In primavera, invece, va utilizzato un concime a base di molto potassio ed azoto, il quale va aggiunto nell'acqua durante l'innaffiatura per una volta ogni 20-25 giorni.

Onde evitare che la pianta sia infestata da parassiti o funghi vanno utilizzati dei fungicidi sistemici e degli insetticidi a largo spettro d'azione. È chiamata anche pianta degli spazzolini per la somiglianza a questi ultimi.